# Isłambiek Albijew
Isłambiek Albijew (ros. Ислам-Бе́ка Саид-Цили́мович Альби́ев; ur. 28 grudnia 1988 w Groznym) – rosyjski zapaśnik pochodzenia czeczeńskiego startujący w stylu klasycznym w kategorii do 60 kg. Złoty medalista igrzysk olimpijskich w Pekinie i dziewiąty w Rio de Janeiro 2016 kategorii 66 kg.
Mistrz i wicemistrz świata, złoty i brązowy medalista mistrzostw Europy. Wicemistrz uniwersjady w uniwersjady w 2013. Pierwszy w Pucharze Świata w 2009; trzeci w 2007 i czwarty w 2008. Mistrz świata juniorów w 2006. Mistrz Rosji w 2007, 2008, 2010, 2013 i 2016; brąz w 2006 i 2011 roku.